# Эдельман, Рэнди
Рэнди Эдельман (англ. Randy Edelman, род. 10 июня 1947, Патерсон, Нью-Джерси, США) — американский кинокомпозитор.

## Биография
Вырос в Нью-Джерси. Учился в консерватории Цинциннати. Затем переехал в Нью-Йорк, где играл на фортепиано в оркестрах Бродвейских театров. В 1970-е годы выпустил несколько сольных альбомов. Его кавер-версия трека «Concrete and Clay», выпущенная в 1976 году, поднялась на 11 место в британском хит-параде UK Singles Chart. Как композитор киномузыки стал известен в середине 1980-х годов.
В 1992 году вместе с Тревором Джонсом был номинирован на Золотой глобус и премию BAFTA.
В 1990-х годах сотрудничал с рок музыкантами как Марк Нопфлер и Джо Эллиотт.

## Фильмография
- 1988 — Близнецы / Twins
- 1989 — Рота Беверли-Хиллз / Troop Beverly Hills
- 1989 — Охотники за привидениями 2 / Ghostbusters II
- 1990 — Быстрые перемены / Quick Change
- 1990 — Детсадовский полицейский / Kindergarten Cop
- 1991 — Вредный Фред / Drop Dead Fred
- 1991 — Ангельские глазки / Eyes of an Angel
- 1991 — Крик / Shout
- 1991 — В. И. Варшавски / V.I. Warshawski
- 1992 — Мой кузен Винни / My Cousin Vinny
- 1992 — Бетховен / Beethoven
- 1992 — Последний из могикан / The Last of the Mohicans
- 1992 — Достопочтенный джентльмен / The Distinguished Gentleman
- 1993 — Дракон: История жизни Брюса Ли / Dragon: The Bruce Lee Story
- 1993 — Геттисберг / Gettysburg
- 1993 — Бетховен 2 / Beethoven’s 2nd
- 1994 — Жадность Greedy
- 1994 — Ангелы у кромки поля / Angels in the Outfield
- 1994 — Маска / The Mask
- 1994 — Луна-понтиак / Pontiac Moon
- 1995 — Билли Мэдисон / Billy Madison
- 1995 — Гражданин X / Citizen X
- 1995 — Легенды дикого запада / Tall Tale
- 1995 — Пока ты спал / While You Were Sleeping
- 1995 — Индеец в шкафу / The Indian in the Cupboard
- 1995 — Биг грин / The Big Green
- 1996 — Убрать перископ / Down Periscope
- 1996 — Дьяволицы / Diabolique
- 1996 — В поисках приключений / The Quest
- 1996 — Сердце дракона / Dragonheart
- 1996 — Дневной свет / Daylight
- 1997 — Анаконда / Anaconda
- 1997 — На рыбалку / Gone Fishing'
- 1997 — И в бедности и в богатстве / For Richer or Poorer
- 1998 — Шесть дней, семь ночей / Six Days Seven Nights
- 1999 — Эд из телевизора / EDtv
- 2000 — Девять ярдов / The Whole Nine Yards
- 2000 — Черепа / The Skulls
- 2000 — Шанхайский полдень / Shanghai Noon
- 2001 — Осмосис Джонс / Osmosis Jones
- 2001 — Тот, кого заказали / Who is Cletis Tout?
- 2001 — Чёрный рыцарь / Black Knight
- 2002 — Три икса / XXX
- 2003 — Национальная безопасность / National Security
- 2003 — Шанхайские рыцари / Shanghai Knights
- 2003 — Боги и генералы / Gods and Generals
- 2004 — В шоу только девушки / Connie and Carla
- 2004 — Пережить Рождество / Surviving Christmas
- 2005 — Сын Маски / Son of the Mask
- 2007 — Суперпёс / Underdog
- 2007 — Шары ярости / Balls of Fury
- 2008 — 27 свадеб / 27 Dresses
- 2008 — Мумия: Гробница императора драконов / The Mummy: Tomb of the Dragon Emperor
- 2010 — Как выйти замуж за 3 дня / Leap Year
- 2014 — Поклонник / The Boy Next Door